# Ernesto Schiaparelli

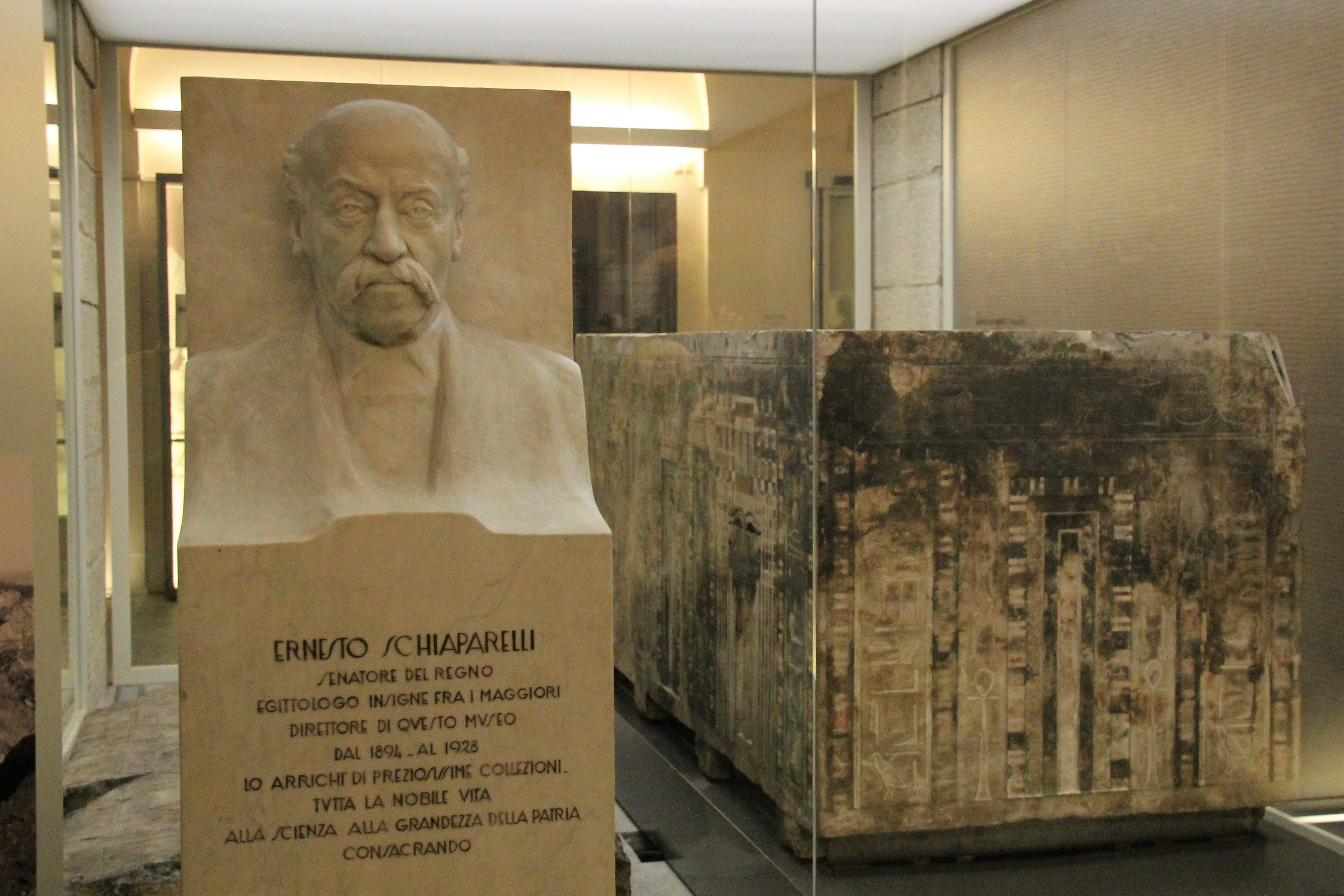
Szobra a torinói Museo Egizióban

Ernesto Schiaparelli (Occhieppo Inferiore, 1856. július 12. – Torino, 1928. február 14.) olasz egyiptológus. Számos ásatást végzett a Királynék völgyében, ő fedezte fel Nofertari királyné sírját (QV66, 1904), valamint ő tárta fel Kha királyi építész sírját (TT8, 1906). A torinói Museo Egizio az ő vezetése alatt lett a világ második legnagyobb egyiptológiai múzeuma.

## Élete
Kiemelkedő tudóscsaládból származott. Apja, Luigi Schiaparelli a Torinói Egyetemen tanított történelmet. Rokonai közé tartoztak Giovanni Schiaparelli csillagász, Celestino Schiaparelli arabista, Cesare Schiaparelli, a fényképészet úttörője, Carlo Felice Schiaparelli agronómus, Giovanni Battista Schiaparelli, az ipari kémia úttörője, valamint Elsa Schiaparelli divattervező.
A firenzei Egyiptomi Múzeum igazgatója lett, ahol 1880-ban szakértő módon szervezte át a gyűjteményt, majd 1894-ben kinevezték a torinói Museo Egizio élére, ami Schiaparelli számos ásatásának köszönhetően ma a világ második legnagyobb egyiptológiai gyűjteményével rendelkezik. Ezt a pozíciót haláláig betöltötte. Emellett az olasz szenátusnak is tagja volt.
1884-ben ferences szerzeteseknél szállt meg Luxorban, ekkor kötelezte el magát amellett, hogy segítsen a Felső-Egyiptomban nagy szegénységben élő misszionáriusokon. Ebből a célból egy szervezetet alapított, amely később bővítette tevékenységét a Közel-Keleten élő olasz bevándorlók megsegítésével.
1903 és 1920 között Schiaparelli tizenkét régészeti ásatáson vett részt, feltárásokba kezdett Héliopoliszban, valamint Gízában, Hermopoliszban, Aszjútban, Kaw el-Kebirben, Gebeleinben és Asszuánban (Horhuf sírja).

## Feltárásai
(A lista nem teljes)
- Királynék völgye 38 (Szitré királyné sírja; 1903)
- Királynék völgye 44 (Haemuaszet herceg sírja; 1903)
- Királynék völgye 46 (Imhotep vezír sírja; a leletanyag a torinói Museo Egizióban)
- Királynék völgye 47 (Ahmesz hercegnő sírja; a múmia és a leletanyag a torinói Museo Egizióban)
- Királynék völgye 51 (Iszet Ta-Hemdzsert királyné sírja)
- Királynék völgye 55 (Amonherkhopsef herceg sírja; 1904)
- Királynék völgye 60 (Nebettaui királyné sírja)
- Királynék völgye 66 (Nofertari királyné sírja, 1904)
- Királynék völgye 68 (Meritamon királyné sírja)
- Királynék völgye 71 (Bintanath királyné sírja, 1904)
- TT8 (Kha és Merit sírja, 1904. Ma a teljes leletanyag a torinói Museo Egizióban látható)
- Dejr el-Medina (1905–1909; első ásatások a településen)
- Duaenré herceg és vezír gízai masztabasírja
- Horhuf sírja

## Főbb publikációi
- Del sentimento religioso degli Egiziani (1877) az egyiptomiak vallásáról
- Il Libro del Funerali degli antichi Egiziani, 3 vols. (1881-1890) az egyiptomi Halottak Könyvéről
- Les Hypogées de Thebes (1889) a thébai sírokról

## Fordítás
- Ez a szócikk részben vagy egészben  az   Ernesto Schiaparelli című angol Wikipédia-szócikk ezen változatának fordításán alapul.  Az eredeti cikk szerkesztőit annak laptörténete sorolja fel. Ez a jelzés csupán a megfogalmazás eredetét és a szerzői jogokat jelzi, nem szolgál a cikkben szereplő információk forrásmegjelöléseként.

## Külső hivatkozások
- Schiaparelli Archiválva 2019. december 29-i dátummal a Wayback Machine-ben (olaszul)